# Hotel Pošta (Černý Důl)
Hotel Pošta je zděný dům na hloubkové parcele se štítovým průčelím a podloubím v Černém Dole v okrese Trutnov. Budova hotelu je dokladem úrovně zástavby horského městečka na konci 18. století a dominantou náměstí. Památkově chráněna je od 30. března 1992. V roce 2024 v budově fungoval Hotel a restaurace Pošta.